# Obuchovka (Oblast' di Belgorod)
Obuchovka è un centro abitato della Russia.